# Empidonka żółtobrzucha
Empidonka żółtobrzucha (Empidonax flaviventris) – gatunek małego ptaka z rodziny tyrankowatych (Tyrannidae). Zasiedla Amerykę Północną. Nie jest zagrożony. Nie wyróżnia się podgatunków.

## Zasięg występowania i środowisko
Empidonka żółtobrzucha jest ptakiem wędrownym. Gniazduje od zachodnich Gór Skalistych w zachodniej Kanadzie na wschód aż do atlantyckich wybrzeży Kanady i północno-wschodnich Stanów Zjednoczonych. Wiosną i jesienią migruje przez wschodnią połowę USA. Zimuje we wschodnim i południowym Meksyku oraz w Ameryce Centralnej aż po Panamę.
Gniazduje w borach iglastych lub mieszanych na wyżynach oraz na bagnach. Zimę spędza w gęstych zaroślach.

## Morfologia
- długość ciała: 12–15 cm
- rozpiętość skrzydeł: około 21 cm[8]
- masa ciała: 12 g

Nie występuje dymorfizm płciowy, jednakże samce mają dłuższe skrzydła od samic. Wierzch i spód ciała są matowooliwkowe. Skrzydła są ciemne, lecz mają 2 białe przepaski. Obrączka oczna również jest jasna. Ptaka tego można pomylić z empidonką grądową, ma jednak od niej krótsze dziób i ogon, oraz z empidonką stokową, od której różni się śpiewem i jaśniejszym spodem ciała.

## Pożywienie
Główną część pożywienia empidonek żółtobrzuchych stanowią owady, okazjonalnie jedzą jagody. Owady łapią w locie (pomagają im w tym szczeciniaste pióra dookoła dzioba), po czym wracają na gałąź.

## Rozród
Około 87% ptaków z tego gatunku gniazduje w Kanadzie. Samica buduje gniazdo na ziemi, ma ono kształt kubka, budulec stanowi mech i materiały roślinne. Jaja są białe, w liczbie 2–5; przeciętne jajo ma wymiary 13×17 mm. Wysiadywanie trwa około 15 dni. Średnia długość życia na wolności wynosi 4 lata.

## Status
IUCN uznaje empidonkę żółtobrzuchą za gatunek najmniejszej troski (LC, Least Concern) nieprzerwanie od 1988 roku. Organizacja Partners in Flight w 2017 roku szacowała liczebność populacji na około 14 milionów dorosłych osobników. Trend liczebności populacji uznawany jest za wzrostowy.